# (8446) Tazieff
(8446) Tazieff ist ein Asteroid des Hauptgürtels, der am 28. September 1973 vom russischen Astronomen Nikolai Stepanowitsch Tschernych am Krim-Observatorium (IAU-Code 095) in Nautschnyj entdeckt wurde.
Der Asteroid wurde am 13. Oktober 2000 nach dem in Polen geborenen belgischen Geologen und Vulkanologen Haroun Tazieff (1914–1998) benannt, der durch seine Filme über Vulkanausbrüche bekannt wurde und 1967 für den Oscar nominiert wurde.